# 比利亞爾海軍少將省

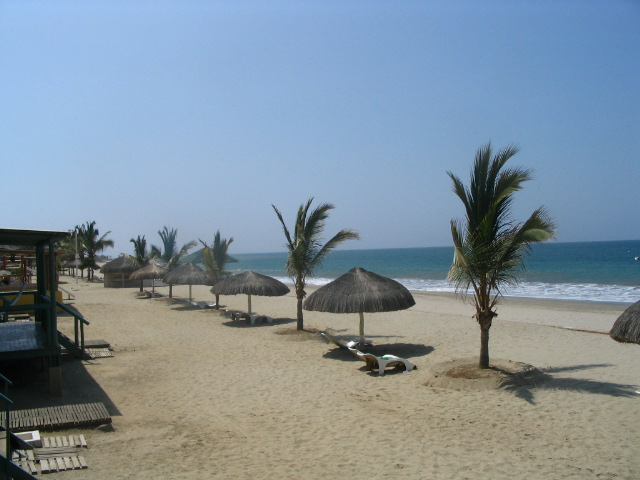

比利亞爾海軍少將省（西班牙語：Provincia de Contralmirante Villar）是秘魯的省份，位於該國西北部通貝斯大區，得名于海軍少將曼努埃爾·比利亞爾·奧利韋拉，首府是索里托斯，始建於1942年11月25日，面積2,123平方公里，海拔高度6米，2007年人口16,914，人口密度每平方公里7.97人。
3°40′22″S 80°39′13″W / 3.6727°S 80.6536°W